# Androrangovola
Androrangovola is een plaats en gemeente in Madagaskar gelegen in het district Nosy Varika van de regio Vatovavy-Fitovinany. Er woonden bij de volkstelling in 2001 ongeveer 16.000 mensen.
In de plaats een basisonderwijs beschikbaar. 99% van de bevolking is landbouwer. Het belangrijkste gewas is koffie en peper, maar er wordt ook rijst verbouwd. 1% van de bevolking is werkzaam in de dienstensector.